# Dansens hus, Helsingfors
För Dansens hus i Stockholm, se Dansens hus, Stockholm
Dansens hus (finska: Tanssin talo) är en evenemangslokal för dansteater i Gräsviken i Helsingfors. Det är den första teater i Finland, som har byggts speciellt för dans. 
Tanken på en dansinriktad scen väcktes  på 1930-talet av Maggie Gripenberg. Möjligheten att använda Statsjärnvägarnas lagerbyggnad i Vallgård undersöktes på 1990-talet. En ideell förening för projektet bildades 2010, och 2016 påbörjades planeringen av lokaler i Kabelfabriken.
Dansens hus finansierades av Jane och Aatos Erkkostiftelsen, staten och Helsingfors stad. Lokalerna ritades av JKMM Arkitekter och ILO Arkitekter och består av en ny byggnad samt renoverade lokaler vid fabrikens tidigare panncentral. Dansens hus har två scener. Den större, Erkkosalen med 700 platser, är 25 meter bred och 16 meter djup och har en scenhöjd på 24 meter. Den mindre, Pannhallen, ligger i de renoverade fabrikslokalerna och tar 235 besökare. Det finns också en restaurang. 
Dansens hus öppnade i februari 2022.

## Bildgalleri

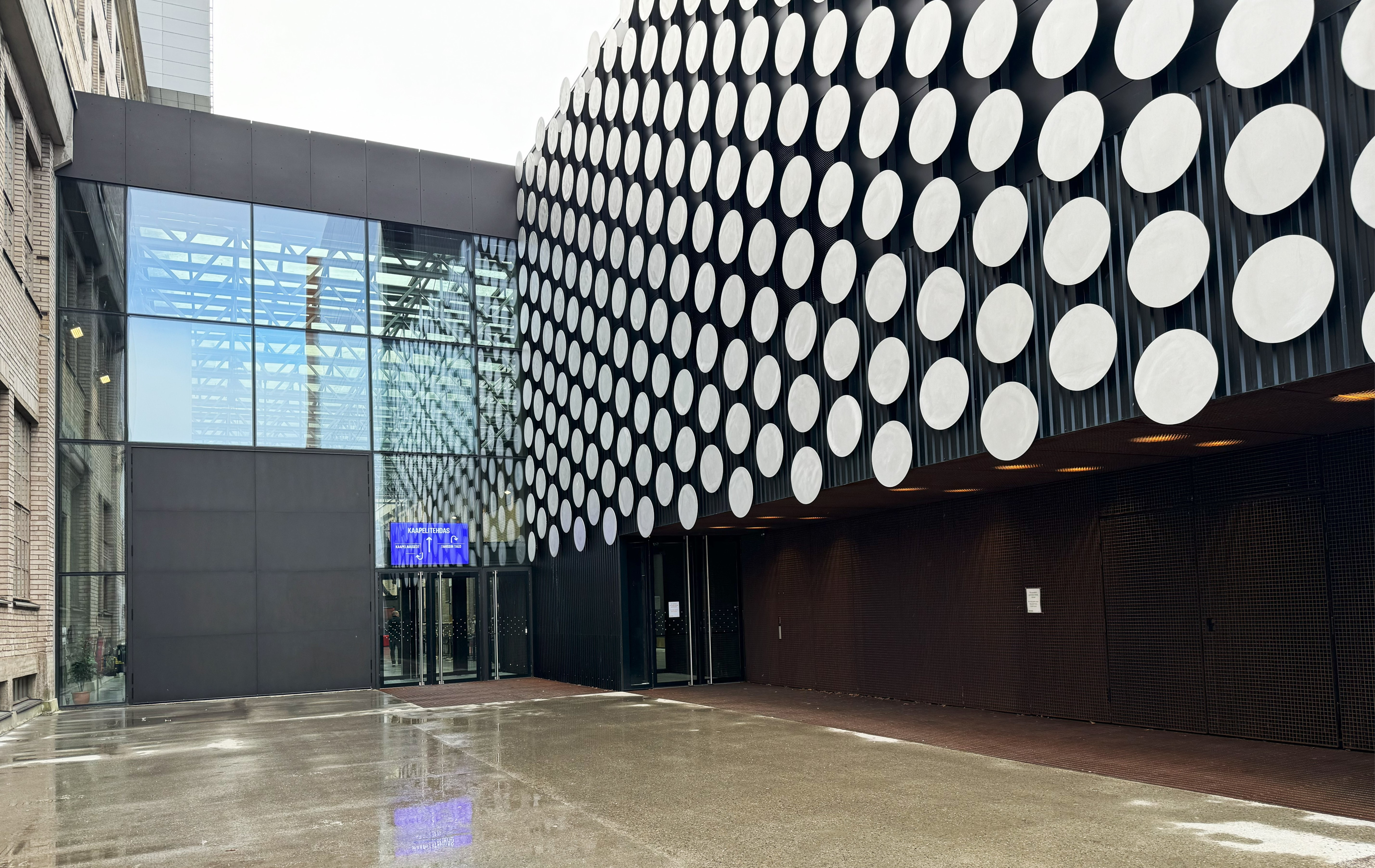
Entrén till Kabelfabrikens ljusgård, med Dansens hus åt höger
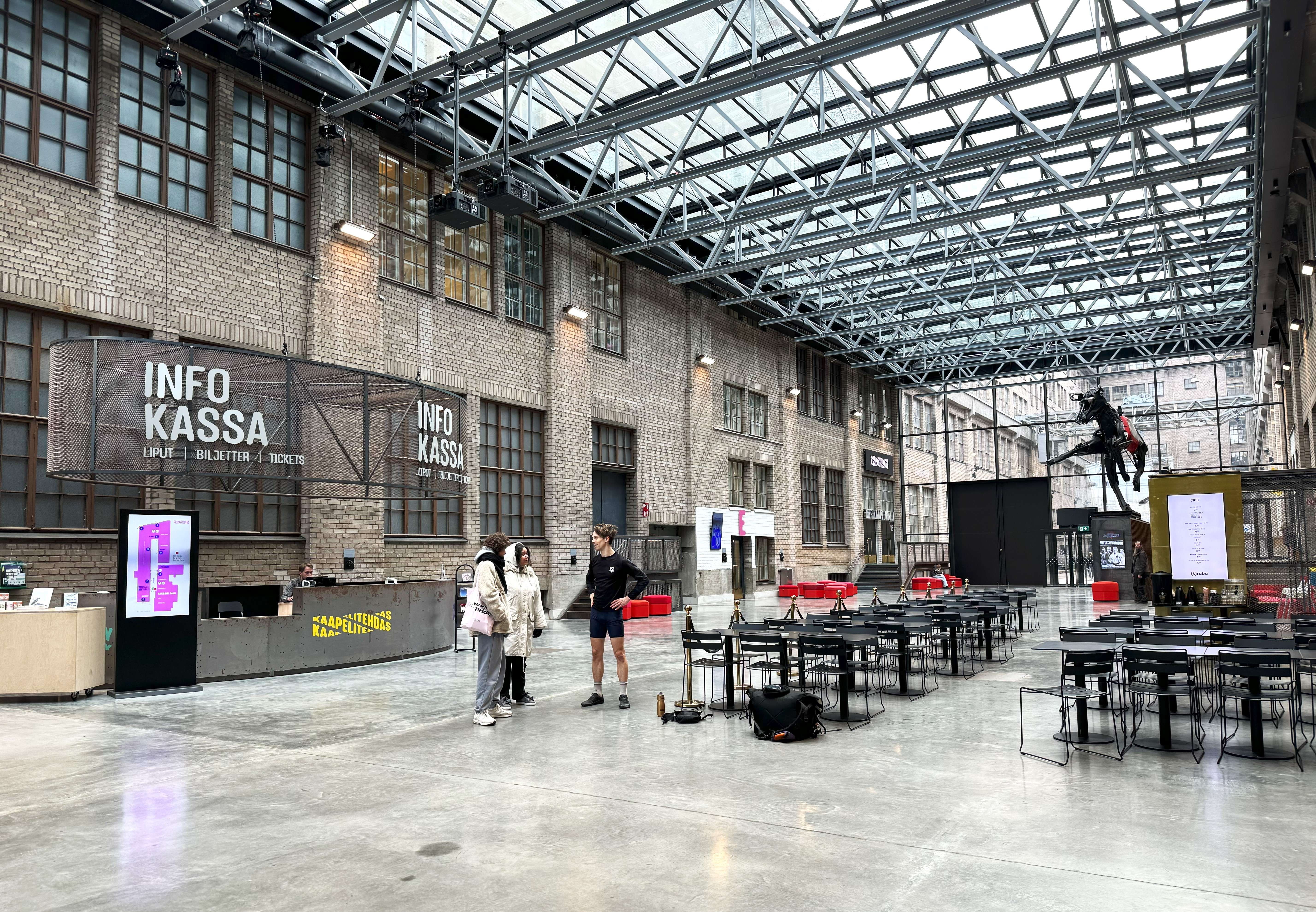
Kabelfabrikens ljusgård
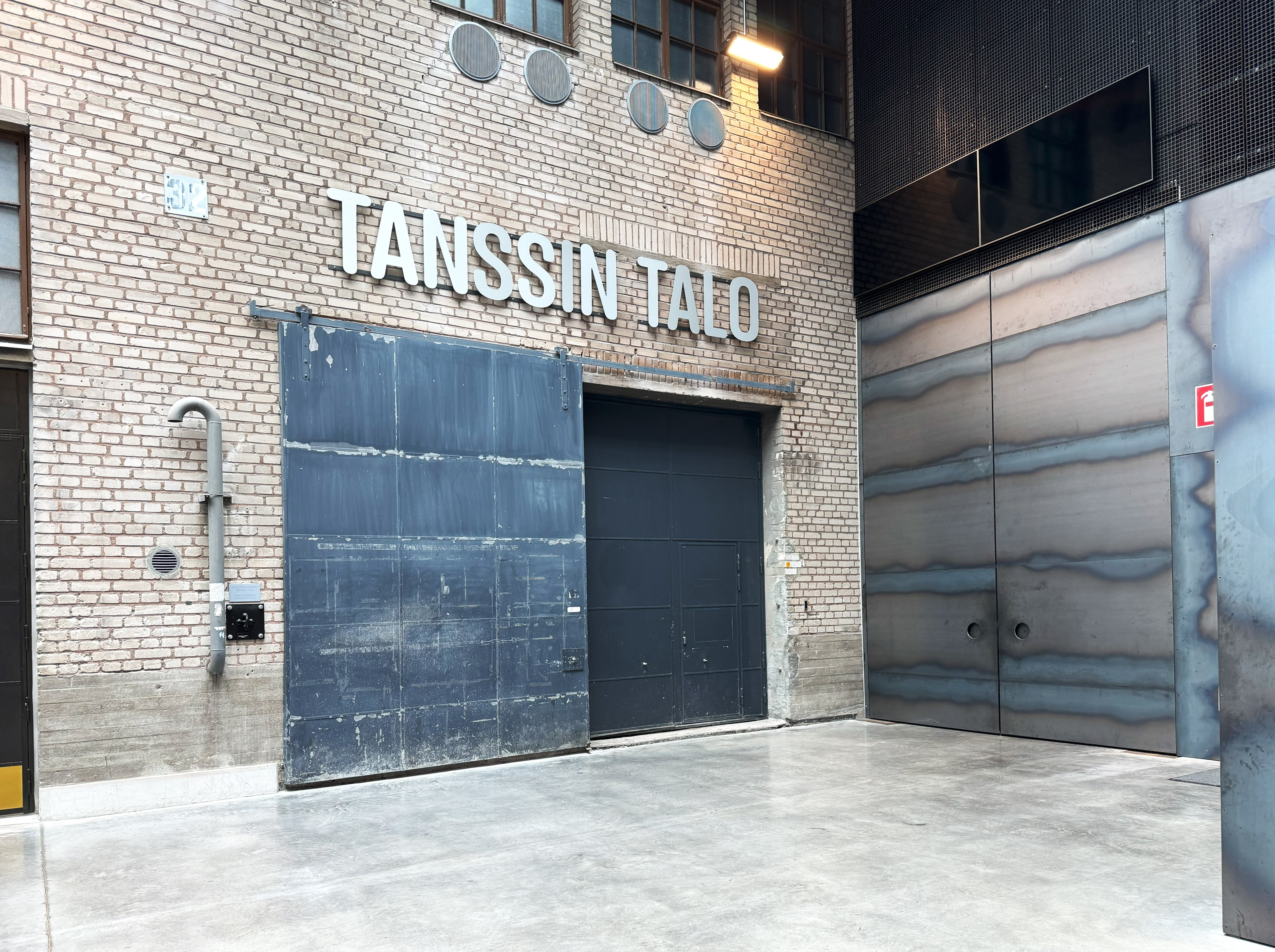
Ingången till Dansens hus lokaler
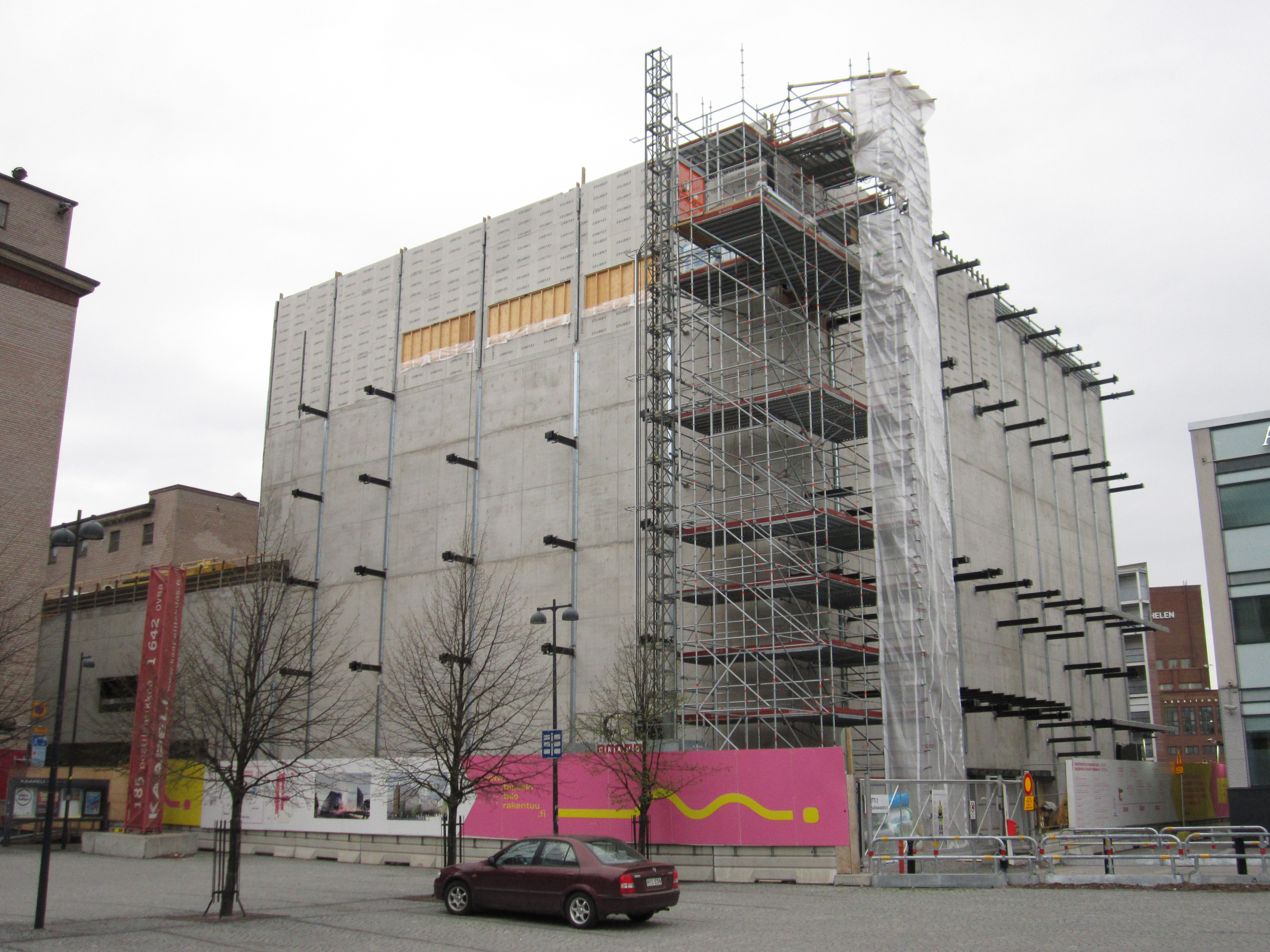
Bild från byggnadstiden, maj 2021